# ブラックホール情報パラドックス

イベントホライズンテレスコープにより撮影されたM87中心部の超大質量ブラックホール。2019年4月10日13時 (UTC) に公表。

ブラックホール情報パラドックス（ブラックホールじょうほうパラドックス、Black hole information paradox）は、ブラックホールに関するパラドックス。
ブラックホール熱力学によれば、ブラックホールの性質はブラックホールに落下した物質とは無関係に決まる。すなわちブラックホールに落下した物体の情報は失われるとされる。一方で、量子力学においては情報は常に保存されるとされる。

## 原理
2つの主な原理が存在する。
- 量子決定論は、現在の波動関数を与えれば、その未来の変化は、進化作用素によって一意に定まることを意味する。
- 可逆性は、進化作用素が逆元を持ち、過去の波動関数が同様に一意であることを意味する。

この2つの組合せは、情報が常に保存されなければならないことを意味する。
1970年代から、スティーブン・ホーキングとヤコブ・ベッケンシュタインは、一般相対性理論と量子場理論に基づき、情報の保存に矛盾するように見えるブラックホール熱力学を創始した。特に、ホーキングの計算は、ホーキング放射によるブラックホールの蒸発が情報を保存しないことを示した。今日では、多くの物理学者が、ホログラフィック理論(特にAdS/CFT対応)がホーキングの誤りを示し、情報は実際は保存されると信じている。2004年、ホーキング自身も賭けに負けたことを認め、ブラックホールの蒸発は、実際は情報を保存していることに同意している。

## ホーキング放射

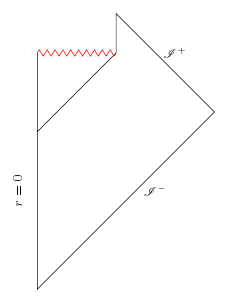
生成し、その後完全に蒸発するブラックホールのペンローズ図。落ち込んだ情報は、特異点に達している。下から上へ向かう縦軸は時間を表していて、左（半径ゼロ）から右（半径が大きくなる）へ向かう横軸は空間を表している。

1975年、スティーブン・ホーキングとヤコブ・ベッケンシュタインは、ブラックホールがゆっくりとエネルギーを放出していることを示した。ブラックホール脱毛定理からは、ホーキング放射が、ブラックホールに落ち込む物質とは完全に独立であることが期待される。にもかかわらず、ブラックホールに落ち込む物質が純粋な量子状態である場合、ホーキング放射が混合状態に変化することで、元の量子状態に関する情報を破壊する。これは、リウヴィルの定理を破り、物理学的なパラドックスを生じる。
より正確に言うと、量子もつれの純粋状態があり、もつれの一部を保ったまま他の一部をブラックホールに投げ入れると、混合状態となる。しかし、有限の時間内に、ブラックホール内部の全ての物は重力の特異点に集まるため、部分跡も物理系から完全に消失する。
ホーキングは、ブラックホール熱力学の方程式とブラックホール脱毛定理から、量子情報が破壊されるという結論が導かれると確信していた。これは、多くの物理学者を悩ませ、ジョン・プレスキルは、1997年にホーキング及びキップ・ソーンと、ブラックホール内の情報は失われないという賭けをしたことが有名である。ホーキングの洞察は、サスキンドとホーキングの論争を引き起こした。この中で、レオナルド・サスキンドとヘーラルト・トホーフトは、ホーキングの解法に対して公開の「宣戦布告」を行った。サスキンドは、2008年、論争について有名な著者(The Black Hole War: My battle with Stephen Hawking to make the world safe for quantum mechanics, ISBN 978-0-316-01640-7)を著した。この本は、「戦争」は純粋に科学上のもので、個人レベルでは友人関係のままであったことを注意深く述べている。論争を終結させた問題の解法は、トホーフトによって最初に提案され、サスキンドによって正確な弦理論の解釈が与えられたホログラフィック原理である。この理論については、"Susskind quashes Hawking in quarrel over quantum quandary"という論文のタイトルが付けられた。
パラドックスをどのように解決するかのアイデアには、様々なものがある。1997年のAdS/CFT対応の提案以降、物理学者の間では、情報は保存され、ホーキング放射は正確に熱的なものではなく、量子補正を受けているとの考え方が大勢を占めていた。その他の可能性には、情報は、ホーキング放射が終わった後に残されるプランキアンに含まれるというものがある。
2004年7月、ホーキングは、事象の地平線の量子摂動がブラックホールから情報を逃がすという、情報パラドックスの解決に繋がる理論を発表した。彼の主張は、AdS/CFT対応のユニタリティを仮定するもので、熱的共形場理論に対して二重性を持つAdSブラックホールを示唆するものであった。彼の結論が公表されると、ホーキングは1997年の賭けに負けたことも認め、プレスキルに「その中から情報を意のままに取り出すことのできる」百科事典を送った。しかし、ソーンはホーキングの証明に納得しなかった。
ロジャー・ペンローズによると、量子系でのユニタリティの喪失は問題ではなく、量子測定は、それ自体で既に非ユニタリティである。ペンローズは、量子系は実は、まさにブラックホールの中のように、重力が働いてももはやユニタリティを進化させないと主張する。ペンローズが支持する共形サイクリック宇宙論は、情報はブラックホールで失われるという条件に決定的に依存している。この新しい宇宙論モデルは、将来的には、宇宙マイクロ波背景放射の詳細な分析で実験的に検証されるかもしれない。もし真であれば、宇宙マイクロ波背景放射は、若干低い、または若干高い温度での円形のパターンを描くはずである。2010年11月、ペンローズとV. G. Gurzadyanは、WMAPとBOOMERanGのデータから、円形のパターンの証拠を発見したと発表した。この発見の重要性については、議論されている。

## パラドックスの解決に向けた主な提案点
パラドックスの解決に向けた提案が発表されているが、いずれも難点があり、最終的な解決には至っていない。
情報は失われ回収不能。
- 利点:半古典的重力論の計算の直接的帰結であるように見える。
- 難点:ユニタリティ、エネルギーの保存や因果律に反する。

ブラックホールの蒸発の間、情報は徐々に漏れ出す。
- 利点:古典的な燃焼の過程における情報の回復と量的に類似しているため、直感的に理解しやすい。
- 難点:(ブラックホールからの情報の漏れを許容しない)古典的、半古典的重力論からの多くの逸脱を必要とする。

ブラックホールの蒸発の最終段階で、情報は突然逃げ出す。
- 利点:古典的、半古典的重力論からかなりの逸脱が必要なのは、量子重力理論の効果が支配的であることが期待される形態の場合のみである。
- 難点:情報が逃げ出す直前、非常に小さなブラックホールが巨大な情報を保持できる必要があり、ベッケンシュタイン境界を破る。

情報は、プランクサイズの残骸に保存される。
- 利点:情報が逃げ出すメカニズムが必要ない。
- 難点:蒸発するブラックホールから逃げ出すあらゆる情報を保存するため、残骸は巨大な内部状態を必要とする。

情報は、我々の宇宙から切り離された赤ちゃん宇宙に保存される。
- 利点:既知の一般的物理原理を破ることがない。
- 難点:このようなシナリオを予測する理論が確立されていない。

情報は、過去と未来の相関の中で符号化される。
- 利点:半古典的重力論で十分である。即ち、量子重力理論の詳細に依存しない。
- 難点:存在は時間と共に進化するという直観的な見方と矛盾する。

情報は失われるのではなく、事象の地平面でファイアウォールから輻射される。
- 利点: 情報は失われないし、ユニタリ性も壊れない。
- 難点: アインシュタイン以前のローレンツの相対論に従って、超高エネルギー領域で一般相対性が破れる。